# Письмо крест-накрест
Письмо́ крест-на́крест, или «крестом», или «вдоль и поперёк» (англ. crossed letter) — рукописное письмо, которое содержит строки, написанные вдоль, и строки, написанные перпендикулярно им или по диагонали, поперёк написанного.

## История и описание
К такой манере написания письма прибегали в начальный период развития почты в стремлении сэкономить на стоимости пересылки письма, поскольку она зависела от веса письма, расстояния, на которое оно пересылалось, наличия вложений, от того, на одном или на двух листах был написан текст.
Чтобы платить меньше за пересылку, почти до середины XIX века письма отправлялись без конвертов. Текст писали на одной стороне листа бумаги, сворачивали его текстом внутрь и на неисписанной стороне указывали адрес. При этом порой текст письма не умещался полностью с одной стороны листа, и тогда, вместо того, чтобы взять новый лист бумаги, отправитель поворачивал исписанный лист под углом 90° и продолжал писать на нём сверху вниз. При этом новые строки ложились поперёк написанных ранее. Нередко добавлялся ещё один «слой» письма, написанный по диагонали, под углом 45° по отношению к двум первым «слоям».
Некоторые изобретательные люди пошли ещё дальше и писали подобные письма, накладывая поперечные строки с помощью чернил другого цвета для облегчения процесса прочтения письма адресатом. Известно, например, что брат английской писательницы Джейн Остин Чарльз в переписке с ней часто использовал разноцветные чернила, жалея сестру: первый, основной, «слой» письма он писал чёрными чернилами, а перекрещённые строки — красными.
С практикой писать письма «крестом» связано следующее высказывание английского писателя Льюиса Кэрролла:

«Моё девятое правило: если вы исписали весь лист бумаги до конца и вам есть что сказать ещё, возьмите ещё один лист, целый, или обрывок — по потребности, но не пишите поперёк уже написанного! Помните старую поговорку: „Что написано не вдоль, не прочтёшь поперёк“. „Старую поговорку? — спросите вы удивлённо. — Так ли она стара?“ Должен признаться, что приведённая мной поговорка действительно не такая уж древняя. Боюсь, что я сам её придумал, пока писал эти строки! Но всё же не следует упускать из виду, что „старый“ — понятие относительное».
Оригинальный текст (англ.)
"My ninth Rule. When you get to the end of a notesheet, and find you have more to say, take another piece of paper—a whole sheet, or a scrap, as the case may demand: but whatever you do, don’t cross! Remember the old proverb ”Cross-writing makes cross reading”. “The old proverb?” you say, inquiringly. “How old?” Well, not so very ancient, I must confess. In fact, I’m afraid I invented it while writing this paragraph! Still, you know, “old” is a comparative term."
— Чарльз Лютвидж Доджсон. Восемь или девять мудрых слов о том, как писать письма (1890)
Высказывание относилось к лекции-памфлету «Восемь или девять мудрых слов о том, как писать письма», отпечатанная копия которой была приложена к изобретённому Кэрроллом в 1889 году держателю для почтовых марок «Страна чудес» (The Wonderland Postage-Stamp Case). Изданные вместе памфлет и держатель марок были призваны, по замыслу писателя, пропагандировать написание писем.